# پیتر اودانل (قایقران قایق بادبانی)
پیتر اودانل (انگلیسی: Peter O'Donnell; ۲۸ فوریهٔ ۱۹۳۹ – ۹ ژانویهٔ ۲۰۰۸) قایقران قایق بادبانی اهل استرالیا بود.